# سوزان چوی
سوزان چوی (انگلیسی: Susan Choi؛ زادهٔ ۱۹۶۹) رمان‌نویس آمریکایی است.

## کودکی و تحصیلات
چوی در ساوت بند، ایندیانا از پدری کره‌ای و مادری یهودی به دنیا آمد. او در مدارس دولتی تحصیل‌کرد. پدر و مادر وی در ۹ سالگی او طلاق گرفتند و او به همراه مادرش به هوستون، تگزاس نقل مکان کرد. چوی کارشناسی ادبیات را از دانشگاه ییل (۱۹۹۰) و کارشناسی ارشد هنر را از دانشگاه کرنل دریافت‌کرد.

## فعالیت ادبی
وی پس از دریافت مدرک تحصیلات تکمیلی در نیویورکر شروع به کار کرد. در این شغل بود که با شوهرش، پیت ولز، که اکنون منتقد رستوران نیویورک تایمز است ملاقات کرد. آن‌ها در بروکلین زندگی می‌کنند.
چوی اولین رمان خود را با عنوان «دانشجوی خارجی» در سال ۱۹۹۸ منتشر کرد. این کتاب برنده جایزه ادبیات آسیایی آمریکایی در زمینهٔ داستان شد. رمان دوم او، زن آمریکایی (۲۰۰۳)، نامزد نهایی جایزه پولیتزر در ادبیات شد. او در سال ۲۰۱۰، برنده جایزه انجمن جهانی قلم برای رمان یک شخص مهم شد. این رمان همچنین نامزد نهایی جایزه جایزه پن/فاکنر برای داستان در سال ۲۰۰۹ شد. در سال ۲۰۱۴، چهارمین رمان او، «آموزش من»، برنده جایزه ادبی «لامبدا» شد.
او در دانشگاه ییل به تدریس نوشتن خلاقانه می‌پردازد.